# آل‌هاشم سفلی
آل‌هاشم سفلی روستایی است که در استان اردبیل، شهرستان خلخال، بخش مرکزی، دهستان خانندبیل شرقی قرار دارد.این روستا یکی از بهترین جاذبه های گردشگری در استان اردبیل میباشد.
چمن کم نظیر آن از جمله این جاذبه هاست.
ازمیوه های این روستا می‌توان به گردو، سیب، آلبالو، گیلاس و... اشاره کرد.

## جمعیت
بر اساس سرشماری سال ۱۳۸۵ جمعیت این روستا ۳۲۰ نفر با ۶۸ خانوار بوده‌است.